# 미스터 플라워
《미스터 플라워》(영어: Bed of Roses)는 미국에서 제작된 마이클 골든버그 감독의 1996년 로맨틱 드라마 영화이다. 크리스천 슬레이터, 메리 스튜어트 매스터슨 등이 출연하였고, 앨런 민델 등이 제작에 참여하였다.

## 출연
- 크리스천 슬레이터
- 메리 스튜어트 매스터슨
- 패멀라 애들론
- 조시 브롤린
- 데브라 멍크
- 메리 앨리스
- 케네스 크래넘
- 앨리 워커
- 닉 테이트
- S.A. 그리핀
- 앤 피토니액

## 기타 제작진
- 공동 제작: 마이클 헤일리
- 배역: 메그 사이먼
- 미술: 스티븐 매케이브
- 의상: 신시아 플린트

## 사운드트랙
참고:
| 순서            | 제목                            | 음악가            | 재생 시간 |
| --------------- | ------------------------------- | ----------------- | --------- |
| 1.              | "Boom"                          | 마이클 컨버티노   | 3:57      |
| 2.              | "Tuesday"                       | 마이클 컨버티노   | 3:03      |
| 3.              | "Dream"                         | 마이클 컨버티노   | 2:40      |
| 4.              | "Independent Love Song"         | 스칼릿            | 3:50      |
| 5.              | "Too Much Perfection"           | 마이클 컨버티노   | 1:45      |
| 6.              | "I Looked Up"                   | 마이클 컨버티노   | 2:57      |
| 7.              | "Ice Cream"                     | 세라 매클라클런   | 2:46      |
| 8.              | "In Winter"                     | 마이클 컨버티노   | 1:51      |
| 9.              | "Amelia and the King of Plants" | 마이클 컨버티노   | 3:09      |
| 10.             | "Family"                        | 마이클 컨버티노   | 2:14      |
| 11.             | "Wait"                          | 마이클 컨버티노   | 1:58      |
| 12.             | "Killing Time"                  | 대니얼 오브라이언 | 3:33      |
| 13.             | "Nervous Heart"                 | 더 보로어스       | 3:24      |
| 14.             | "Snow Fell On Walter"           | 마이클 컨버티노   | 2:29      |
| 전체 재생 시간: | 전체 재생 시간:                 | 전체 재생 시간:   | 36:16     |